# Einzelhandelsverband
Einzelhandelsverbände sind Arbeitgebervereinigungen als berufsständische Interessenvertretung für Unternehmer im Einzelhandel.
Mitglieder im Einzelhandelsverband sind in der Regel nur Unternehmen des Einzelhandels. Die Mitgliedschaft ist freiwillig und wird bei dem vor Ort tätigen Einzelhandelsverband erworben. Seit einigen Jahren firmieren sie in Deutschland unter „Handelsverband“ mit regionalen Zusätzen. 

## Funktion und Aktivitäten
Die Einzelhandelsverbände beraten ihre Mitglieder in Fragen des Arbeits- und Sozialrechts sowie des Wettbewerbsrechts wie auch auf allen übrigen Rechtsgebieten des unternehmerischen Interesses. Sie vertreten die Unternehmen vor den Arbeits- und Sozialgerichten. Sie stehen der kommunalen Verwaltung wie auch der Politik als sachkundige Gesprächspartner zu Einzelhandelsfragen zur Verfügung. Sie unterstützen Werbegemeinschaften vor Ort. Manche Einzelhandelsverbände unterhalten eigene Bildungszentren.

## Liste der Einzelhandelsverbände (nicht vollständig)
Spitzenverband des Einzelhandels in Deutschland ist der Handelsverband Deutschland, dessen Mitglieder Landesverbände und Bundesfachverbände des Einzelhandels sind. Die Landesverbände haben teilweise wiederum Regionalverbände als Mitglieder. 
Landesverbände sind unter anderem:
- Handelsverband Nord für Hamburg, Schleswig-Holstein und Mecklenburg-Vorpommern
- Handelsverband Bayern für Bayern

Regionalverbände sind unter anderem:
- Einzelhandelsverband Harz-Heide
- Einzelhandelsverband Westfalen-Münsterland

Bundesfachverbände sind unter anderem:
- Bundesverband des Deutschen Lebensmittelhandels

Spitzenverband des Einzelhandels in Österreich ist der Handelsverband Österreich.